# Marko Marin
Marko Marin (em sérvio:  Марко Марин), (Bosanska Gradiška, 13 de março de 1989) é um ex-futebolista alemão  que atuava como meio-campo.

## Infância e juventude
Marin nasceu em Bosanska Gradiška, na Iugoslávia filho de Borka e Ranko.  Marin tinha somente dois anos de idade quando sua família se mudou para a Alemanha em 1991 por causa do trabalho da sua mãe. Crescendo em Frankfurt, o jovem Marko logo começou a jogar futebol nos clubes locais. Seu ídolo no futebol na infância era Dejan Savićević, e seu clube favorito o Estrela Vermelha.

## Carreira

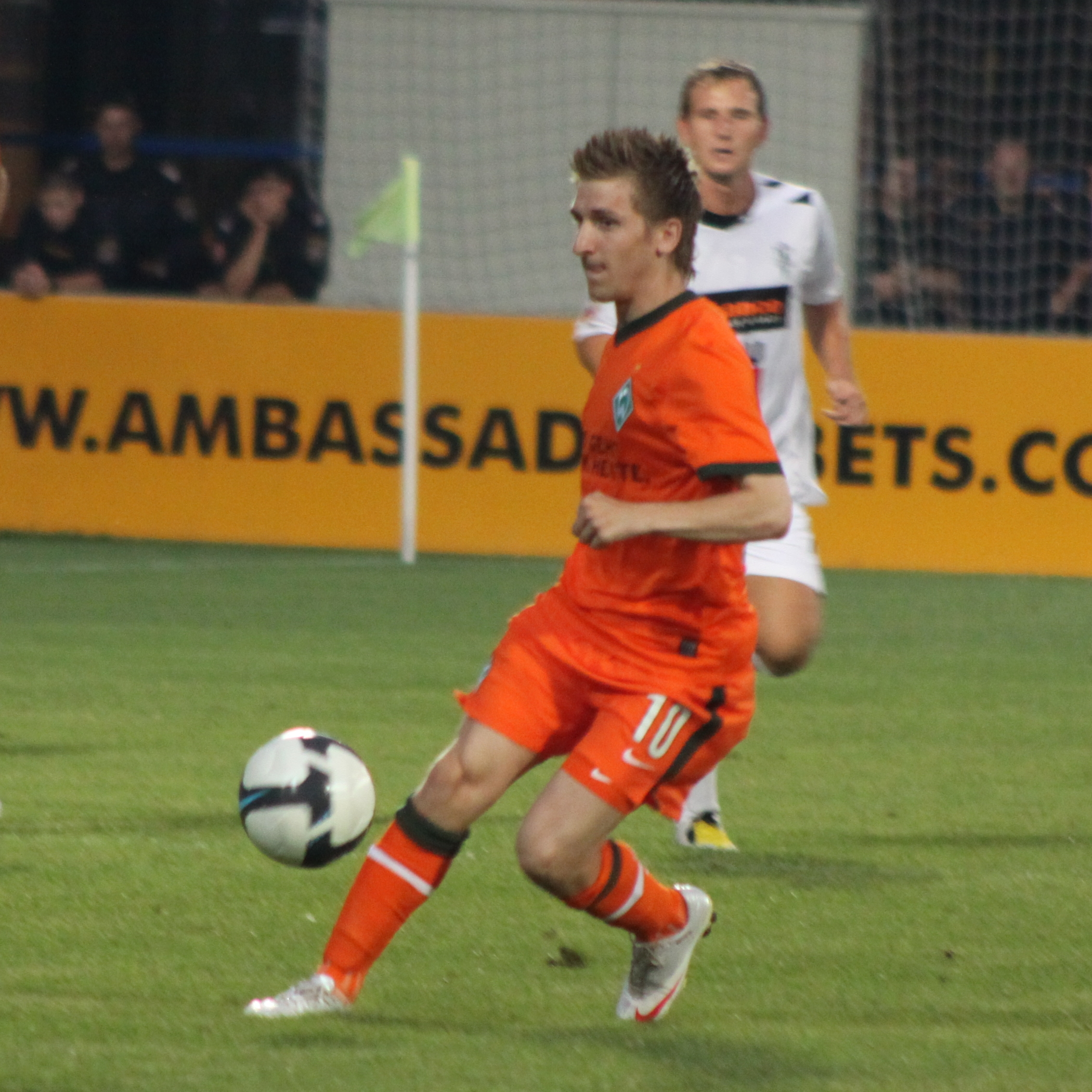
Marin no Werder Bremen

Ele iniciou sua carreira no futebol primeiro no SG 01 Hoechst e posteriormente foi para o Eintracht Frankfurt.
Em 2006 deixou o Eintracht e transferiu-se para a base do Borussia Mönchengladbach. Depois de um ano na base do clubr foi oferecido-lhe um contrato de três anos que ele aceitou e posteriormente fez a sua estreia como profissional pelo clube em 31 de março de 2007 contra o Eintracht Frankfurt. Em 9 de agosto de 2008 Marin marcou três gols na vitória por 8 a 1 do Mönchengladbach sobre o clube da sétima divisão alemã VfB Fichte Bielefeld na primeira rodada da Copa da Alemanha. Muitas vezes comparado a grandes estrelas, é um jogador muito veloz, possui ótimos passes e tem bons chutes de média a longa distância, além de muita agilidade executando diversos dribles imprevisíveis.
Em 24 de junho de 2009, foi vendido pelo Borussia Mönchengladbach ao Werder Bremen por 8,2 milhões de euros.

### Chelsea
No dia 28 de abril de 2012, Marin acertou sua transferência para jogar na Premier League, pelo Chelsea, a partir de julho. A negociação girou em torno de 7 milhões de euros.
No dia 9 de fevereiro de 2013, em sua partida de número 10, marcou seu primeiro gol contra o Wigan Athletic.

### Sevilla
Foi cedido ao Sevilla por empréstimo de uma temporada em julho de 2013.

### Fiorentina
Foi cedido a Fiorentina por empréstimo de uma temporada em agosto de 2014.

#### Anderlecht
O Anderlecht anunciou a contratação do médio alemão Marko Marin, cedido pelo Chelsea até ao final da temporada da Jupiler Pro League.

#### Trabzonspor
Em 25 de agosto de 2015, Marin foi emprestado ao Trabzonspor da Turquia até o termino da temporada. Em 30 de agosto, Marin fez sua estreia pela Trabzonspor em um empate 2-2 contra o Akhisar Belediyespor. Em 26 de setembro de 2015, Marin marcou seu primeiro gol pelo time turco em uma derrota por 3-1 contra Osmanlıspor.

#### Olympiacos
No dia 23 de agosto de 2016, Marko Marin acertou por três anos com o Olympiacos.

## Títulos

### Clubes
Borussia Mönchengladbach
- Campeonato Alemão - Segunda Divisão: 2007–08

Chelsea
- Liga Europa: 2012–13

Sevilla
- Liga Europa: 2013–14

Olympiakos
- Superliga Grega: 2016-17

### Seleção
Seleção Alemã
- Eurocopa Sub-21: 2009